# Rauhenstein (Wiggensbach)
Rauhenstein (mundartlich [rouǝštỗĩ]) ist ein Weiler im Osten der Gemeinde Wiggensbach, im Landkreis Oberallgäu. Bei der Volkszählung 1987 wurden 21 Einwohner gezählt.

## Ortsname
Der Name deutet auf eine (Siedlung) am rauen Fels hin und er bezieht sich auf einen Findling, der sich bei einem Hof im Ort befindet.

## Geschichte
Der Ort wurde erstmals urkundlich im Jahr 1499 erwähnt, als Hans Tantzer zum Ruhenstain sich mit seiner Mühle von den Heimhofern zu Hohentann freikauft und den stiftskemptischen Schirm annimmt. 1508 verkauften die Heimenhofner den Besitz zum Ruhenstain an das Kloster Kempten. 1538 als Ruchenstain urkundlich erwähnt. Ab 1546 wird der heute noch gebräuchliche Name Rauhenstein verwendet. 1593 und 1793 wurden jeweils drei Güter in Rauhenstein gezählt. 2016 sind dort 6 Wohngebäude registriert.